# Orzeszkowo (Iglice)
Orzeszkowo – przysiółek wsi Iglice w Polsce, położony w województwie zachodniopomorskim, w powiecie łobeskim, w gminie Resko.
Orzeszkowo jest przysiółkiem wsi Iglice.
W latach 1975–1998 przysiółek administracyjnie należał do województwa szczecińskiego.